# Sara De Angelis
Sara De Angelis (Roma, 6 luglio 1976) è una politica italiana.

## Biografia
Alle elezioni politiche del 2018 è eletta deputata della Lega. È membro, dal 2018, della I Commissione affari costituzionali, della presidenza del Consiglio e interni nonché membro della Giunta per le autorizzazioni.